# St. Laurentius (Mintard)

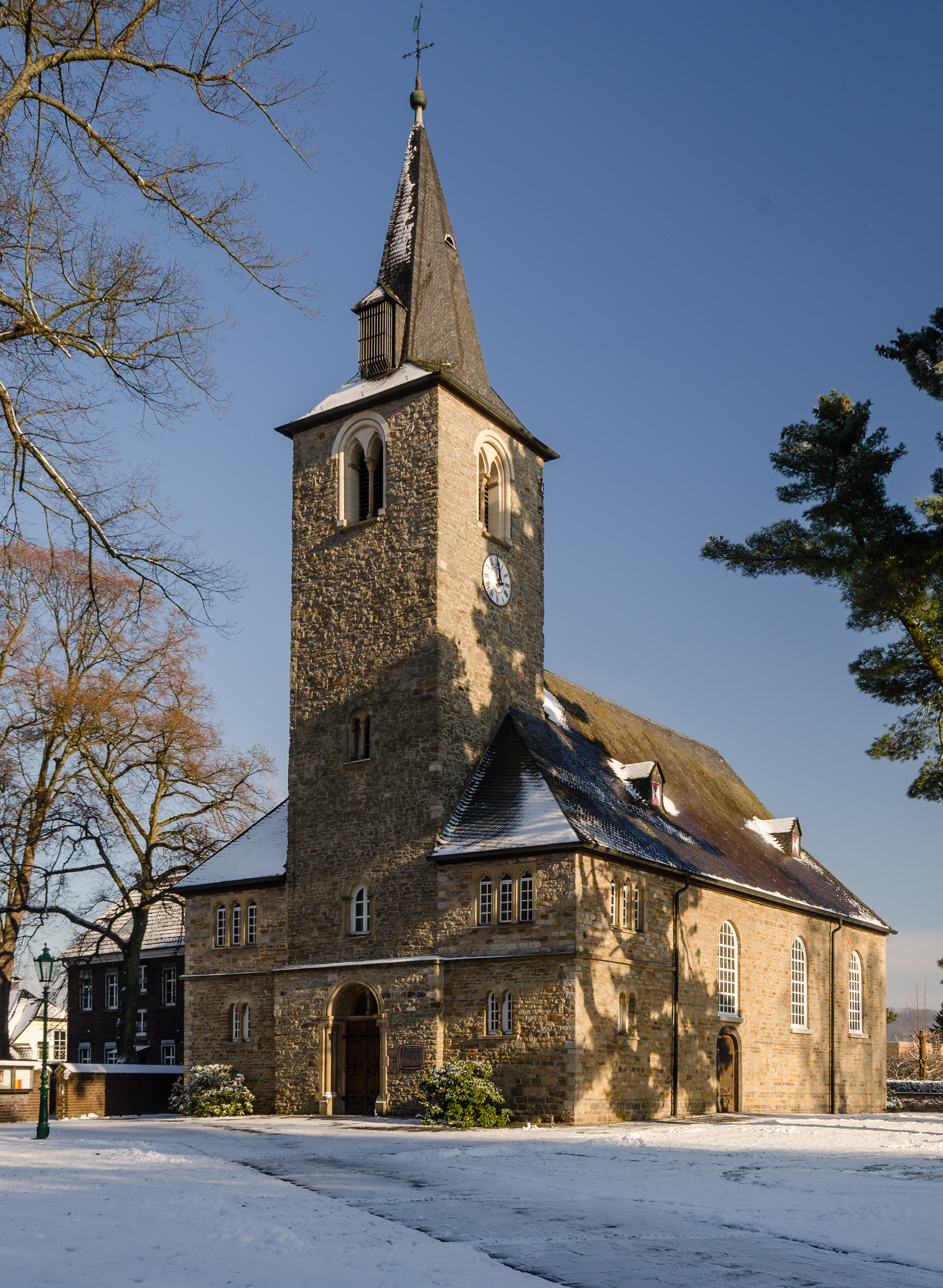
St. Laurentius (Westseite)

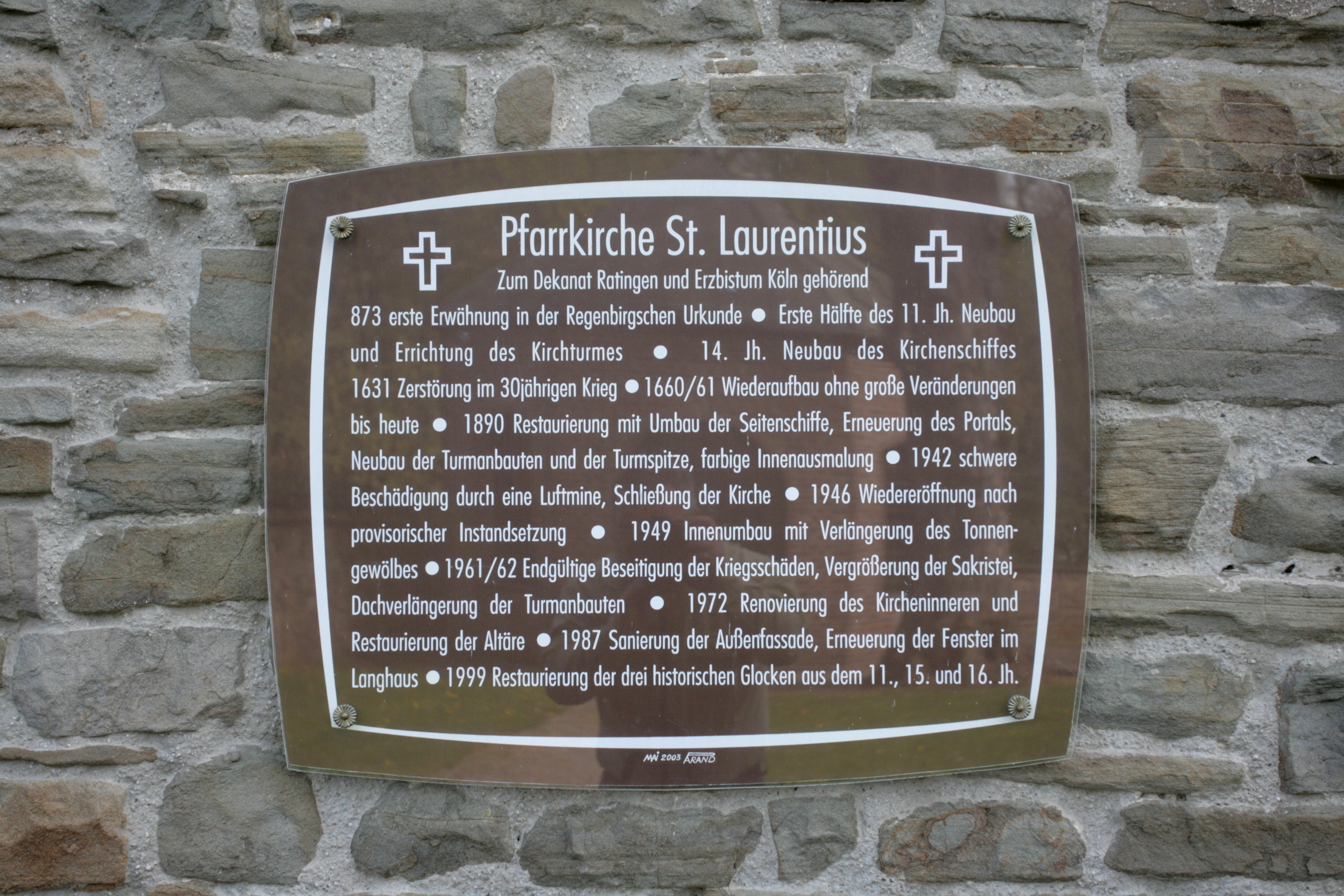
Infotafel an der Kirche

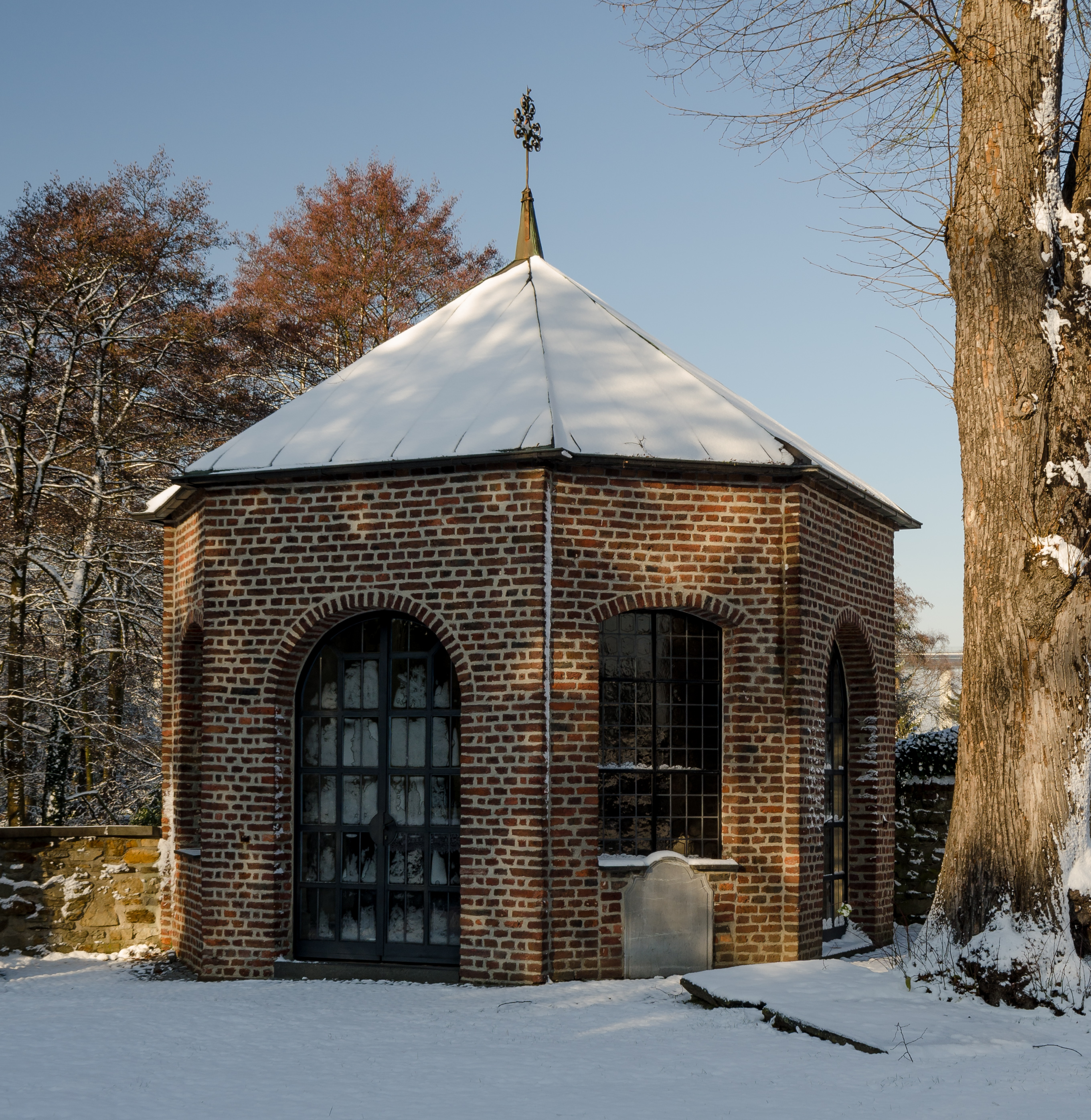
Kleine Kapelle auf dem Kirchengelände

Die St.-Laurentius-Kirche ist ein römisch-katholischer Sakralbau in Mintard, einem Ortsteil der Stadt Mülheim an der Ruhr.

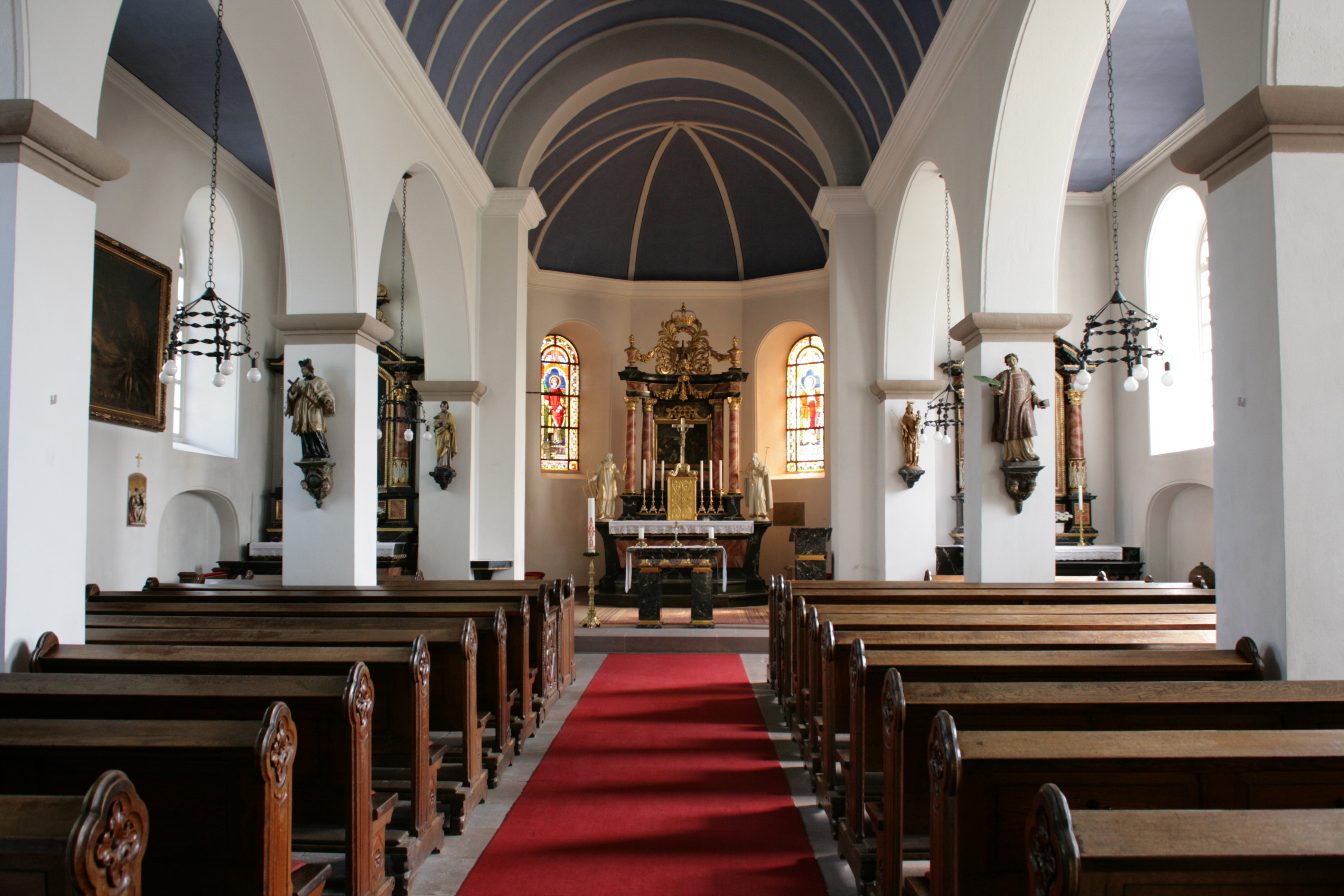
St. Laurentius Mintard Innenansicht

## Geschichte
Die Pfarrkirche St. Laurentius wurde in der 2. Hälfte des 12. Jahrhunderts errichtet im Zusammenhang mit der Gründung der Pfarrei. Vom Ende des Jahrhunderts stammen die ältesten Teile der Ausstattung: die Theophilus-Glocke und der Taufstein aus Namurer Blaubasalt. Auch der Kirchturm ist nicht älter. Für die Auffassung, dass bereits im 9. Jahrhundert eine Pfarrkirche in Mintard bestanden habe, beruft man sich auf die sog. Regenbirgische Urkunde, die auf 873 datiert wurde. Dieses Dokument ist seit 1909 als Fälschung aus der Zeit um 1200 erwiesen. Das Laurentius-Patrozinium ist erst im 16. Jahrhundert urkundlich belegt. Wie die Kirche vor dem Wiederaufbau 1660/61 ausgesehen hat, könnte nur durch Grabung erkundet werden. Für in der Literatur behauptete Veränderungen im 14. Jahrhundert gibt es keinen Beleg.1302/1303 wurde die Pfarrkirche dem Stift Gerresheim inkorporiert – die Äbtissin hatte schon vorher das Patronat – was u. a. Verlust eines Teils der Einkünfte der Pfarrei bedeutete.
Im 17. und 18. Jahrhundert war die Kirche Grablege von Adelsfamilien der Umgebung.
1660/61 wurde sie nach den Zerstörungen des Dreißigjährigen Krieges wieder neu aufgebaut. Im Zweiten Weltkrieg wurde sie am 22. Juli 1942 durch eine Luftmine so zerstört, dass sie behördlich geschlossen werden musste. Nach provisorischer Instandsetzung konnte sie am Dreikönigstag 1946 wieder eingeweiht und somit zum Gottesdienst benutzt werden. 1961 wurde das 300-jährige Jubiläum der jetzigen Kirche gefeiert.
An der Zugehörigkeit der Kirchengemeinde zum Seelsorgebereich Kettwig/Mintard, dem Dekanat Ratingen und der Erzdiözese Köln änderte sich durch die Eingemeindung von Mintard in die Stadt Mülheim an der Ruhr im Jahre 1975 nichts, da die Pfarrgrenzen bei Einrichtung des Bistums Essen 1956 festgelegt und bei der Eingemeindung nicht geändert wurden; sie orientieren sich weiterhin an den bei Errichtung gültigen politischen Verwaltungsgrenzen. So gehört die Gemeinde (Essen-)Kettwig/(Mülheim-)Mintard zum Erzbistum Köln, während die übrigen Stadtteile von Essen und Mülheim zum Bistum Essen gehören.
Am 1. Januar 2011 entstand die Pfarrgemeinde „St. Peter und Laurentius, Essen-Kettwig“. Sie ist der Zusammenschluss (Fusion) mehrerer Gemeinden mit den Kirchen St. Peter, St. Laurentius, St. Joseph, St. Matthias sowie der Kapelle Maria im Maien. Die vorher bestehenden Kirchengemeinden wurden aufgelöst.

## Architektur
Im Jahre 1890 wurde die Kirche durch den Architekten Fischer aus Wuppertal-Elberfeld verändert. Dabei wurden an den Turmseiten zwei Anbauten hinzugefügt und das Hauptportal erneuert. Seitdem hat das Hauptschiff der Hallenkirche ein Tonnengewölbe, die Seitenschiffe haben flache Putzdecken.
Im Jahre 1972 sind schließlich das gesamte Kirchenschiff, die Altäre und Altarbilder restauriert worden. Heute ist die Kirche wieder wohlgestaltet und sehr gepflegt, weshalb sie gerne als Hochzeitskirche ausgewählt wird.

## Glocken
Die drei historischen Glocken wurden im Jahre 1999 vollständig restauriert (geschweißt). Die große romanische Glocke in schwerer Rippe (Gewicht 900 kg, Ø 1074 mm, Schlagton g1) stammt aus der Zeit um 1180–1190. Sie ist eine der ältesten und größten romanischen Glocken des Rheinlands und wird heute ausschließlich als Festtagsglocke verwendet. Die Klangfarbe der Glocke „ist herb, fast dämonisch mit deutlich singendem Unterton und reich besetztem Mixturbereich“. Die beiden kleineren Glocken (Gewichte 450 und 280 kg, Schlagtöne a1 und c2) wurden 1546 und 1437 gegossen.